# António Noli
Antonio Noli (1415–1497 lub 1419–1491) – XV-wieczny odkrywca, znany przede wszystkim z tego, że odkrył część wysp Republiki Zielonego Przylądka. We Włoszech jest znany jako Antonio da Noli .
Urodził się w rodzinie patrycjuszy w Noli, we Włoszech. Po osiągnięciu wieku dorosłego wyemigrował do Portugalii, gdzie służył u Henryka Żeglarza.
Nie wiadomo dokładnie, które z wysp odkrył; część jest opisana w dokumencie z 1460 roku, część w innym, datowanym na 1462 rok. W związku z tym, że Nioli z pewnością deklarował odkrycie tylko pierwszego zestawu, nie wiadomo, komu należy przypisać ten drugi. Alternatywą dla niego jest Diogo Diaz.
Podczas II wojny światowej nosił jego imię włoski niszczyciel „Antonio da Noli”; zatopiony u wybrzeży Korsyki w 1943 roku.